# Provincia Șanlıurfa
Provincia Șanlıurfa este o provincie a Turciei cu o suprafață de 18,584 km², localizată în sud estul Anatoliei.

## Districte
Șanlıurfa este divizată în 11 districte (capitala districtului este subliniată): 
- Akçakale
- Birecik
- Bozova
- Ceylanpınar
- Halfeti
- Harran
- Hilvan
- Șanlıurfa
- Siverek
- Suruç
- Viranșehir